# Aarón Wergifker
Aarón Wergifker (São Paulo, 15 de agosto de 1914 – Buenos Aires, 29 de julho de 1994) foi um ex-futebolista brasileiro de origem judaica que atuou como lateral-esquerdo. Nasceu na escala brasileira da viagem que seus pais, judeus russos, faziam rumo à Argentina.

## Carreira
Aaron Vergifker nasceu em uma família judia. Seus pais moravam na cidade de Voznesensk, na província de Mykolaiv. Com a eclosão da Primeira Guerra Mundial, a família tomou a decisão de migrar para a América do Sul. Pouco depois de chegar a São Paulo em 1914, Aaron nasceu. A família permaneceu no Brasil por apenas três meses, após os quais se mudou para a cidade argentina de Buenos Aires. Foi nesta cidade que Vergifker começou a jogar futebol, jogando nas categorias de base do River Plate.
Wergifker é um dos maiores ídolos do River Plate onde jogou de 1932 e 1941. Ganhou cinco campeonatos argentinos no período, em 1932, 1936 (Copa Campeonato), 1936 (Copa de Oro), 1937 e 1941, os primeiros do clube na era profissional do futebol argentino - até então, o único título expressivo do River era o campeonato ainda amador de 1920. Curiosamente, os colegas chamavam Wergifker de "Pérez", pois seu sobrenome tinha-lhes pronúncia complicada. Seu desligamento do River, em 1941, nunca foi totalmente esclarecido, chegando a ser atribuído a um médico do clube que, simpático ao nazismo, teria insinuado que o jogador possuiria uma deficiência pulmonar. Wergifker, que no River chegar a ser treinado pelo judeu Emérico Hirschl, seguiu carreira no Platense.
Entre 1934 e 1936 chegou também a defender por cinco vezes a Seleção Argentina na época; por ainda não ter a cidadania local, ficou de fora da Copa América de 1937. É o único jogador nascido no Brasil a defender a seleção vizinha.